# ГЕС Gallejaur
ГЕС Gallejaur – гідроелектростанція на півночі Швеції. Знаходячись між малою ГЕС Grytfors (вище по течії) та ГЕС Варгфорс, входить до складу каскаду на річці  Шеллефтеельвен, яка впадає у Ботнічну затоку Балтійського моря приблизно посередині між містами Умео та Лулео. 
В межах проекту на Шеллефтеельвен створили водосховище, яке утримує гребля Sanfjord. Від неї здійснюється деривація по висотах лівобережжя річки, першою ланкою якої є витягнута більш ніж на 4 км затока сховища. Вона продовжується каналом довжиною 6,5 км, створеним на основі колишньої малої притоки Шеллефтеельвен, напрям течії в якій змінили завдяки забезпеченому греблею підпору. Канал виводить до ще одного водосховища Gallejaur протяжністю 5,7 км, котре нарешті завершується дамбою з облаштованим біля її підніжжя підземним машинним залом. 
Основне обладнання станції первісно складала введена в експлуатацію у 1964 році одна турбіна типу Френсіс потужністю 118 МВт, до якої в 1988-му додали другу потужністю 103 МВт. Гідроагрегати використовують створений дериваційною схемою напір у 80 метрів.
Відпрацьована вода відводиться  до Шеллефтеельвен по відвідному тунелю довжиною 1,6 км.